# Noyelles-sous-Lens
Noyelles-sous-Lens is een gemeente in het Franse departement Pas-de-Calais (regio Hauts-de-France). De plaats maakt deel uit van het arrondissement Lens. Noyelles-sous-Lens telde op 1 januari 2022 6.757 inwoners.

## Geografie
De oppervlakte van Noyelles-sous-Lens bedroeg op 1 januari 2022 3,72 vierkante kilometer; de bevolkingsdichtheid was toen 1.816,4 inwoners per km².

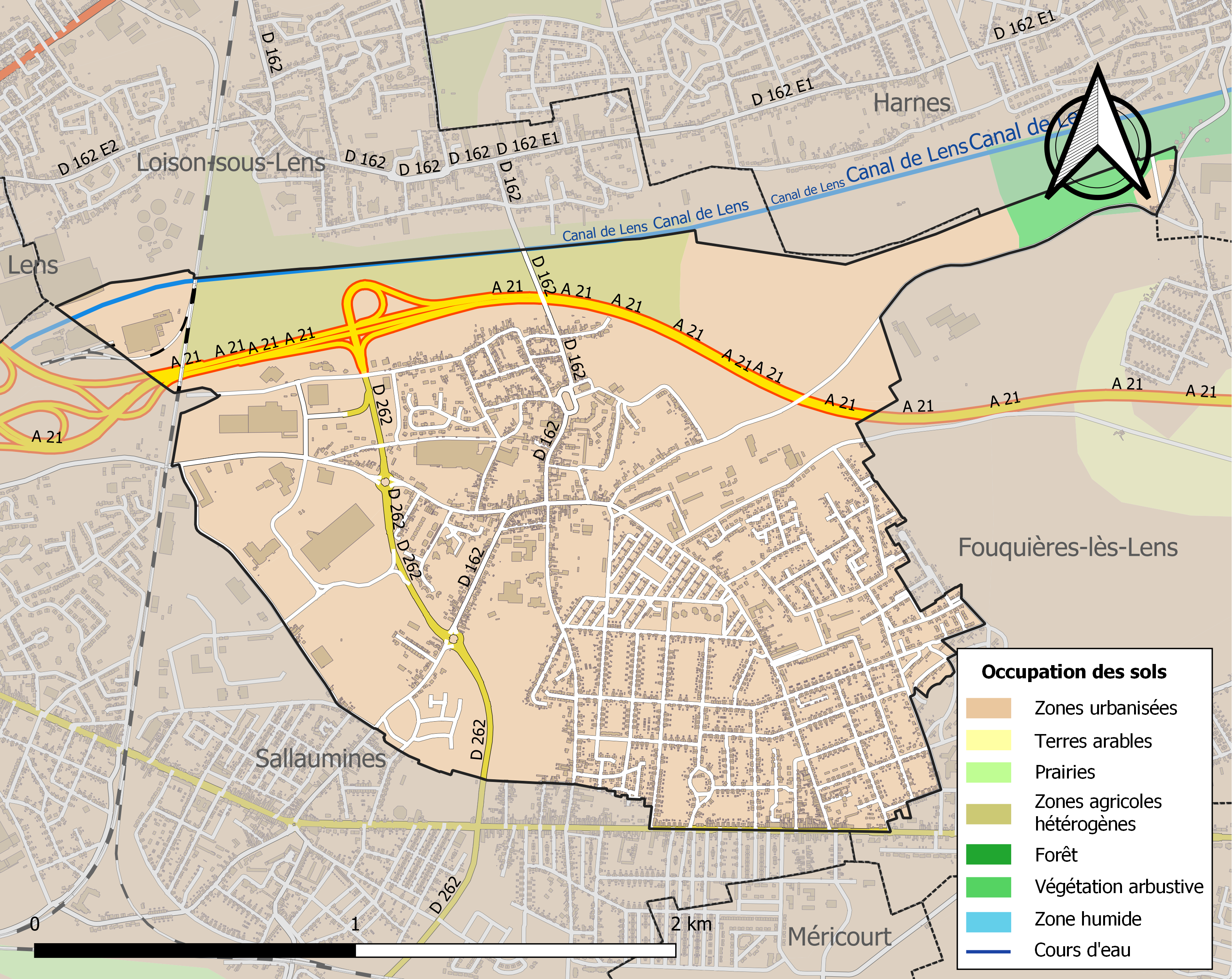
Kaart van de gemeente met belangrijkste infrastructuur, bodemgebruik en omliggende gemeenten

## Demografie
Onderstaande figuur toont het verloop van het inwonertal (bron: INSEE-tellingen).